# Жисак
Жисак (фр. Gissac) насеље је и општина у јужној Француској у региону Миди Пирене, у департману Аверон која припада префектури Мијо.
По подацима из 2011. године у општини је живело 113 становника, а густина насељености је износила 3,64 становника/km². Општина се простире на површини од 31,02 km². Налази се на средњој надморској висини од 550 метара (максималној 769 m, а минималној 351 m).

## Демографија
| 1962. | 1968. | 1975. | 1982. | 1990. | 1999. | 2011. |
| ----- | ----- | ----- | ----- | ----- | ----- | ----- |
| 138   | 146   | 117   | 152   | 139   | 97    | 113   |

График промене броја становника у току последњих година